# Füchse Berlin Reinickendorf
Füchse Berlin Reinickendorf – niemiecki klub piłkarski, grający obecnie w Berlin-Lidze (odpowiednik szóstej ligi), mający siedzibę w Berlinie, w okręgu administracyjnym Reinickendorf.

## Historia
- 28.01.1891 – został założony jako MTV Reinickendorf
- 1893 – zmienił nazwę na TV Dorner
- 1930 – zmienił nazwę na TV Dorner 1891
- 1937 – połączył się z RFC Halley-Concordia 1910 i Reinickendorfer HC tworząc TuRa Reinickendorf
- 1945 – został rozwiązany
- 1947 – został na nowo założony jako BTSV 1891 Reinickendorfer Füchse
- 1948 – połączył się z RFC Halley-Borussia

## Sukcesy
- 6 sezonów w Regionallidze Nord (2. poziom): 1963/64-1968/69.
- Amateur-Oberliga Berlin (3. poziom): 1989 i 1990 (mistrz)
- Puchar Berlina: 1992 (finał)